# Rybno (powiat Sochaczewski)
Rybno is een dorp in het Poolse woiwodschap Mazovië, in het district Sochaczewski. De plaats maakt deel uit van de gemeente Rybno en telt 630 inwoners.